# Canoagem nos Jogos Pan-Americanos de 2011 - K-1 1000 m masculino
A competição do K-1 1000 metros masculino foi um dos eventos da canoagem nos Jogos Pan-Americanos de 2011. Foi disputada na Pista de Remo e Canoagem, em Ciudad Guzmán, no dia 28 de outubro.

## Calendário
Horário local (UTC-6).
| Data          | Horário | Fase  |
| ------------- | ------- | ----- |
| 28 de outubro | 9:30    | Final |

## Medalhistas
| Ouro   | CUB Jorge García        |
| Prata  | ARG Daniel Dal Bo       |
| Bronze | CAN Philippe Duchesneau |

## Resultados

### Final
| Pos.              | Canoísta            | País               | Tempo    | Obs. |
| ----------------- | ------------------- | ------------------ | -------- | ---- |
| Medalha de ouro   | Jorge García        | CUB Cuba           | 3:41.257 |      |
| Medalha de prata  | Daniel Dal Bo       | ARG Argentina      | 3:43.038 |      |
| Medalha de bronze | Philippe Duchesneau | CAN Canadá         | 3:44.504 |      |
| 4                 | Michel Ferreira     | BRA Brasil         | 3:44.640 |      |
| 5                 | Locadio Pinto       | COL Colômbia       | 3:46.667 |      |
| 6                 | William House       | USA Estados Unidos | 3:48.065 |      |
| 7                 | Jesús Váldez        | MEX México         | 3:48.449 |      |
| 8                 | Ray Acuña           | VEN Venezuela      | 3:55.810 |      |
| 9                 | Édgar Padro         | PUR Porto Rico     | 4:33.289 |      |